# Snårtangaror
Snårtangaror (Calyptophilidae) är en nyligen urskild fågelfamilj med endast två arter som båda är begränsade till ön Hispaniola i Västindien.

## Arter i familjen och deras kännetecken
Familjen omfattar endast två arter:
- Östlig snårtangara (C. frugivorus)
- Västlig snårtangara (C. tertius)

De är båda cirka 20 cm långa fåglar med korta vingar, lång stjärt och en spetsig rak näbb. Fjäderdräkten är mörkbrun ovan, undertill vit och grå, och på huvudet syns en gul ring kring ögat. De förekommer i bergsskogar, oftast i buskage nära rinnande vattendrag. Födan består av ryggradslösa djur som den söker efter i den täta undervegetationen på eller nära marken.

## Släktskap
Traditionellt har arterna placerats i familjen tangaror. DNA-studier visar dock att de troligen tillhör en egen utvecklingslinje. Det är oklart vilka deras närmaste släktingar är, men troligen utgör de systergrupp till en stor klad med familjerna kardinaler, tangaror och den likaledes nyligen urskilda familjen falsktangaror.